# Valuska János
Valuska János Krasznahorkai László Az ellenállás melankóliája című regényének (fő)szereplője. A jámborság irodalmi megtestesítői közül való.
A közép-kelet-európai (dél-alföldi) neve-nincs településen játszódó történetben Valuska köti össze a városlakókat egymással, és nem csak azért, mert postásként, újságkihordóként dolgozik. Valuska nagy, vállát lehúzó postástáskája hozzátapad hordozójához, jelképezve a magára vállalt feladat nehézségét: a végső romlás felé rohanó városban megakadályozni az elkerülhetetlennek látszó tragédia bekövetkeztét. A súlyos, föld felé közelítő táskát ellensúlyozza Valuska mániákus rajongása a kozmosz, a Nap és a csillagok világához. „Az univerzum csodaszép” – ismétli gyakran.
Valuska egyszerre hírnök, üzenetek közvetítője s tanúja a feltartóztathatatlanul kibontakozó, számára érthetetlen eseményeknek: a titokzatos cirkusz miatt odasereglett emberek lerombolják az egész várost. A várost, ahol szinte magától megy tönkre minden, ahol az egyre nagyobb piszok jelzi a civilizáció csődjét. A várost, amely kiszolgáltatottan, erőtlenül adja meg magát a támadásnak.
Legfőképp azonban az önzetlen szeretet, a szent együgyűség, az ártatlanság képviselője ő. A Jóban hisz, s nem érti a Rosszat, a Gonoszt. (Az író Pilinszky János költészetének elkötelezett híve, és ez a hatás üt át a Valuska-jelenség ábrázolásában.) „Valuska létezése nem magyarázható meg ebben a sötét, reményvesztett és megválthatatlan, ostoba emberi világban” – fogalmaz Krasznahorkai.
Valuska létezése a másokhoz fűződő viszonyában értelmezhető: célja megérteni és elfogadni a másik embert, és elfogadtatni magát a másikkal. Elsősorban Eszter úr, a mű főhőse életében játszott szerepe említendő. Eszter György, a visszavonult zenetanár, aki a tökéletesség keresését (a Werckmeister-harmóniákat) állítja mindennapjai középpontjába, aki kényszerítő ok nélkül ki sem teszi lábát otthonából. Valuskához kötődő, mániákus ragaszkodásának magyarázata: a szeretetre való képesség felismerése önmagában. De Valuska meg akar felelni az anyjának is – éppúgy, mint „Mestere” (Eszter úr) feleségének, a törtető, kíméletlen asszonynak. És megfelelni a városka kocsmája vendégeinek, megfelelni az egy éjszaka alatt összegyűlő, egyre dagadó és egyre ijesztőbb idegenekből álló csoport tagjainak, akik magukkal cipelik a könyörtelen hadjáratban a tehetetlen Valuskát („…nem volt tudatában, mit tesz”).
Megtartható-e az ártatlanság, a Valuskából sugárzó jóság? Mennyire kihasználható az együgyűség? Miért a sodródás Valuska útja? Hová vezet ez az út?
A könyv, amelyben „csak egyvalami számít, az, hogy van esély a tisztánlátásra, ha képesek vagyunk eltekinteni a magunk zárt horizontjától, mert akkor tisztán láthatjuk, hogy semmi nem fontos, csak amit egymás iránt érzünk” – megválaszolja a kérdéseket.
Valuskát a pusztítás utáni tisztogatást követően elmegyógyintézetbe zárják. Neki azonban akkorra már minden mindegy. Megpróbálta megérteni, mi történik körülötte, de nem sikerült.
Valuska, akit tekinthetünk a létezés fölösleges elemének, függeléknek az emberi létezésben, azon irodalmi alakok sorát gazdagítja, akik a maguk tiszta módján próbálják ellensúlyozni az iszonyat, a szenvedés világát saját komikusan tragikus és tragikusan komikus jellemével (mint Don Quijote, Miskin herceg, vagy éppen Krasznahorkai másik nagy regénye, a Sátántangó szereplője, Estike).
A regényből Tarr Béla és Hranitzky Ágnes készített filmet 2000-ben Werckmeister harmóniák címmel. Valuska alakítója Lars Rudolph.
Eötvös Péter világhírű zeneszerző magyar nyelven írt operát Valuska címmel (szerzői megjelölése: Commedia tragica tizenkét képben), melyet a Magyar Állami Operaház mutatott be 2023 decemberében az Eiffel Műhelyházban.